# Costaticella benecostata
Costaticella benecostata is een mosdiertjessoort uit de familie van de Catenicellidae. De wetenschappelijke naam van de soort is voor het eerst geldig gepubliceerd in 1909 door Levinsen.